# Lehman Brothers

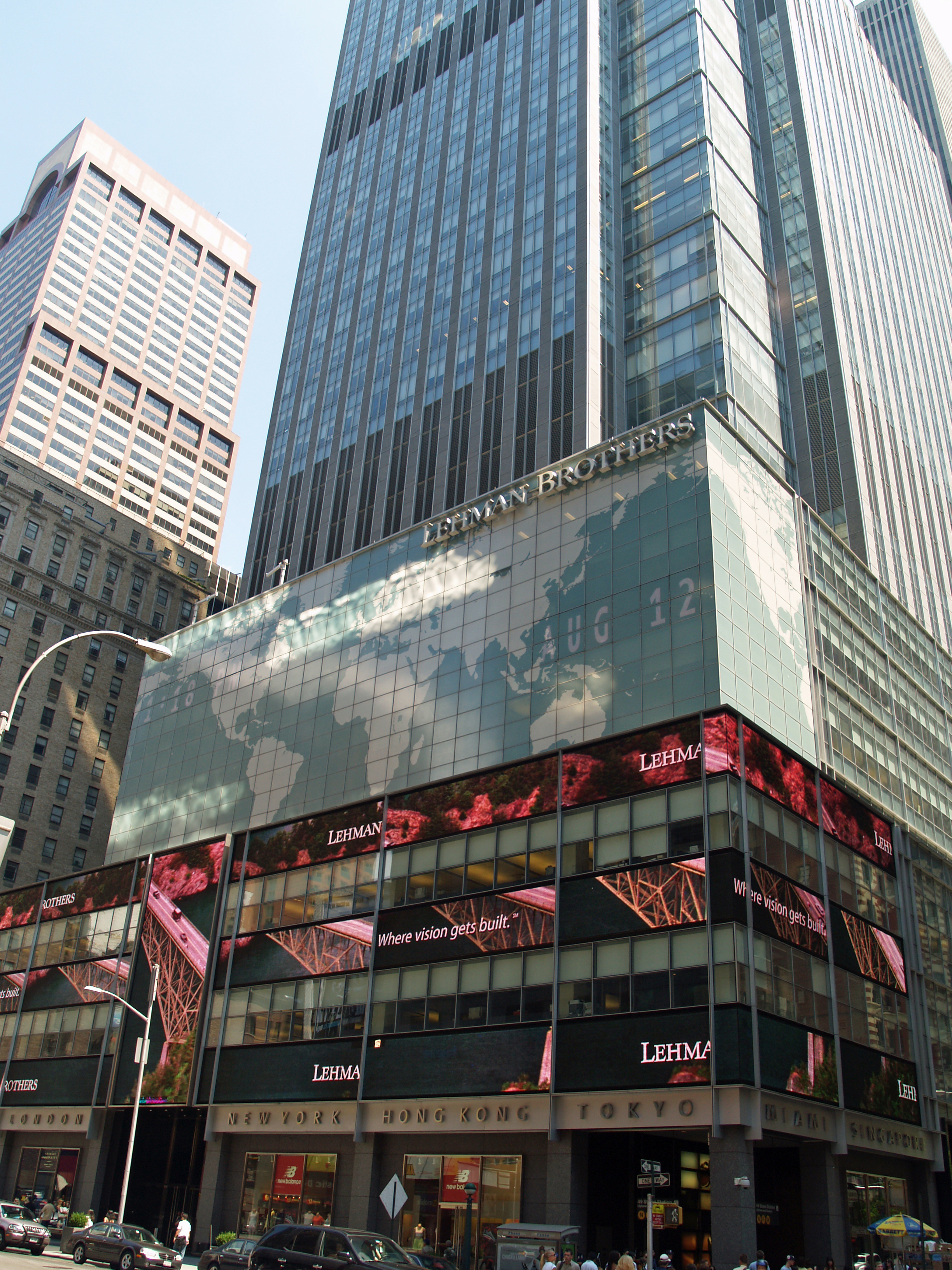
Siedziba Lehman Brothers Holdings Inc. (Rockefeller Center)

Lehman Brothers Holdings Inc. – amerykański bank inwestycyjny, oferujący głównie usługi finansowe dla klientów instytucjonalnych, jeden z największych w kraju. Został założony w 1850 roku przez żydowskich imigrantów z Niemiec, braci Henry’ego, Emanuela i Mayera Lehmanów. W 1969 roku połączył się z American Express, ale w 1994 roku nastąpił podział banku. Był 4. co do wielkości bankiem inwestycyjnym w Stanach Zjednoczonych, za Goldman Sachs, Morgan Stanley i Merrill Lynch.
Bank ogłosił upadłość dnia 15 września 2008 roku, co spowodowało panikę na giełdach papierów wartościowych i wzrost przekonania o kryzysie kredytów hipotecznych wysokiego ryzyka.
Barclays przejął bankowość inwestycyjną Lehman Brothers w Stanach Zjednoczonych, część europejska i azjatycka została przejęta przez japoński koncern Nomura.
Ogłoszenie upadłości przez Lehman Brothers było jedną z przyczyn zapoczątkowanego w 2008 roku tzw. kryzysu finansowego, który rozprzestrzenił się na cały świat.

## Historia

### Początki
Założyciel firmy Henry Lehman urodził się w Niemczech w 1821 roku. Wyemigrował do USA, osiadł w mieście Montgomery w stanie Alabama, gdzie w 1845 roku otworzył sklep. Wkrótce po rozpoczęciu działalności zaprosił do Alabamy swoich braci: Emanuela i Mayera. Henry zmarł w 1854 r., jego brat Emanuel otworzył w Nowym Jorku przedstawicielstwo handlowe zajmujące się handlem bawełną. Przez kolejnych kilkanaście lat firma zajmowała się głównie handlem towarami.
W 1887 roku firma dołączyła do Nowojorskiej Giełdy Papierów Wartościowych jako członek. Firma zajmowała się wówczas handlem towarami, zwłaszcza bawełną, ale także inwestycjami w nieruchomości, otwarła również pierwsze placówki bankowe. Z czasem handel towarami stawał się mniej istotny, a ważniejszą rolę zaczęła odgrywać działalność finansowa. Firma była kontrolowana przez rodzinę Lehmanów, nikt spoza rodziny nie został dopuszczony do zarządu do 1924 roku.
Od przełomu XIX i XX wieku firma zajmowała się również działalnością, którą dziś nazwano by venture capital, czyli inwestowaniem w innowacyjne firmy na wczesnych etapach rozwoju. Pionierem na tym polu był Philip Lehman, który w 1897 roku zainwestował w firmę Electric Vehicle Company, która miała zamiar budować elektryczne samochody. Lehman Brothers inwestował również w przedsiębiorstwa produkujące opony samochodowe. Firma organizowała również emisje akcji i wprowadzała na giełdę takie spółki jak Underwood Typewriter Company (producent maszyn do pisania) Studebaker (producent samochodów).

### 1920 do 1969
Od lat 20. czołową postacią w firmie był Robert “Bobbie” Lehman, syn Philipa. Tuż przed Wielkim Kryzysem zdecydował o utworzeniu spółki akcyjnej Lehman Corporation, debiut na giełdzie miał miejsce we wrześniu 1929 roku, spółka wyemitowała 1 mln akcji, 100 tys. z nich zostało objętych przez firmę matkę Lehman Brothers. Lehman Brothers i Lehman Corporation były dwoma odrębnymi firmami. W okresie wielkiego kryzysu Lehman Brothers skupował akcje Lehman Corp po niskich cenach, w 1934 posiadał 1/3 udziałów.
W okresie po II wojnie światowej wśród najgłośniejszych inwestycji Lehman Brothers był zakup udziałów w The Hertz Corporation, która w 1953 roku była wyceniana na 7 mln dolarów, a w 1965 roku na 100 mln.

### 1969 do 2008
W 1969 roku ostatni przedstawiciel rodziny Lehmanów Robert „Bobbie” zmarł. Firma przeżywała trudniejszy okres, prezesem został Frederick L. Ehrman, po nim władzę przejął George Ball. Kolejnymi prezesami byli Peter G. “Pete” Peterson i Lewis Glucksman.
Lehman Brothers zajął się handlem papierami wartościowymi w latach 70., działalność ta miała coraz większy udział w zyskach. W tym okresie firma była też pionierem rynku obligacji wysokodochodowych, przeprowadzając emisje długów spółek o niskich ratingach kredytowych.
W 1984 roku firma została przejęta przez bank Shearson American Express za 350 mln dolarów. W 1994 roku American Express popadł w kłopoty finansowe i wyodrębnił Lehman Brothers ponownie jako spółkę akcyjną. Dyrektorem generalnym spółki został Richard Fuld, który służył na tym stanowisku do końca istnienia firmy w 2008 roku.

## Zaangażowanie w rynek kredytów hipotecznych
W latach 2000. Lehman Brothers, podobnie jak inne banki inwestycyjne w USA, zaangażował się mocno w inwestycje związane z kredytami hipotecznymi. Bank wydawał kredyty hipoteczne, skupował je od innych banków, emitował papiery wartościowe zabezpieczone kredytami hipotecznymi, finansował zakup czy budowę nieruchomości komercyjnych. Działalność ta przynosiła bankowi ogromne zyski w okresie wzrostu cen nieruchomości. Duża jej część była jednak finansowana kredytami, przy czym duży procent zadłużenia banku miał charakter krótkoterminowy.
W latach 2006–2008 ceny nieruchomości w USA zaczęły spadać, nastąpiło istotne spowolnienie na rynku. Wpłynęło to negatywnie na sytuację finansową banku.
Na początku 2008 roku Lehman Brothers był czwartym co do wielkości bankiem inwestycyjnym w USA, posiadał aktywa o wartości 691 mld dolarów.